# Moritz Ludwig I. von Nassau-LaLecq

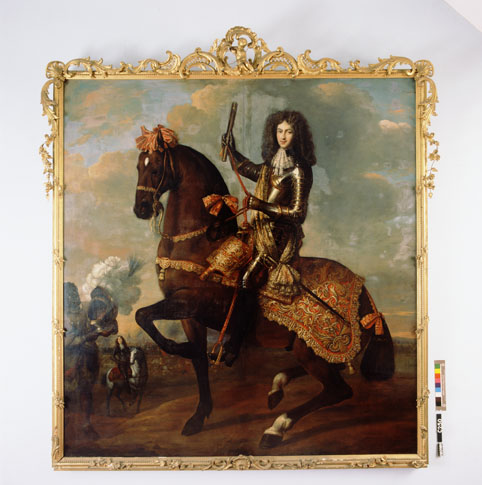

Wappen der Reichsgrafen Nassau-LaLecq

Moritz Ludwig I. Reichsgraf von Nassau-LaLecq (* 1631; † 23. April 1683) war Herr von Lek (de la Lecq, de LaLecq) und Beverweerd.

## Leben
Moritz Ludwig (ndl. Maurits Lodewijk) war der Sohn von Ludwig von Nassau-Beverweerd und Isabella Gräfin von Hornes.  Er studierte in Leiden und lernte später Lady Anne Hyde kennen, die seit 1654 als Hofdame von Maria Henrietta Stuart in Den Haag tätig war. Trotz aller Erwartungen heiratete das Paar nicht, da Anne Hyde 1660 plötzlich den späteren König Jakob II. heiratete.
LaLecq wurde Rittmeister, 1665 Major, 1666 Oberst der Kavallerie und 1669 Gouverneur der Festung Sluis. 1674 nahm er als Brigadegeneral an der Schlacht bei Seneffe teil, wo er verletzt wurde. 1679 wurde er von Kaiser Leopold I. zum Reichsgrafen erhoben.

## Nachkommen
Moritz Ludwig heiratete 1669 die katholische Anna Isabella von Bayern von Schagen (1636–1716) aus einer niederländischen Bastardlinie des Hauses Wittelsbach. Aus der Ehe ging der Sohn Moritz Ludwig II. hervor.